# Gabus (Gabus)
Gabus is een bestuurslaag in het regentschap Grobogan van de provincie Midden-Java, Indonesië. Gabus telt 3461 inwoners (volkstelling 2010).